# 毛感乡
毛感乡，是中华人民共和国海南省保亭黎族苗族自治县下辖的一个乡镇级行政单位。

## 行政区划
毛感乡下辖以下地区：
毛感村、毛位村、南好村和南春村。